# ЕКАТТЕ
Единният класификатор на административно-териториалните и териториалните единици (ЕКАТТЕ) е система от условни означения на административно-териториалните и териториалните единици в България, поддържана от Националния статистически институт. Той е приет с решение № 565 на Министерския съвет от 10 август 1999 година и заменя по-стария Единен класификатор на населените места (ЕКНМ)
Кодът е в зависимост от вида на единицата. Общият вид на класификационния код за административно-териториална принадлежност е:
- област: ХХХ
- община: ХХХ99
- кметство: ХХХ99-88
- населено място: 66666
- район: 66666–77,

където:
- ХХХ е трибуквен идентификационен код на областта;
- 99 е двуцифрен код, уникален за всяка община в съответната област;
- 88 е двуцифрен код, уникален за всяко кметство в съответната община (може да има водеща нула);
- 66666 е петцифрен код на населеното място;
- 77 е номерът на района, уникален за съответното населено място.

Първите четири цифри в кодовете за населени места са уникални за даденото селище, а петата цифра се използва като контролна сума. Може да има водеща нула.
Към 31 май 2017, данните са налични в Уикиданни: 7362 ЕКАТТЕ кода за 5305 населени места.